# Namakwaland (districtsbestuursgebied)
Namakwaland was een districtsbestuursgebied in het Zuid-Afrikaanse district Namakwa.
Namakwaland lag in de provincie Noord-Kaap en telde 811 inwoners.